# Dravinjske gorice
Dravinjske gorice so rahlo valovito gričevje med Pohorjem na severu, vzhodnimi odrastki Karavank na jugu, Halozami na jugovzhodu in Dravsko-Ptujskim poljem na severovzhodu. Ime so dobile po reki Dravinji. 
Dravinjske gorice so najzahodnejši del Nizkega slovenskega Podravja, sorazmerno širok zaliv v Podravskem terciarnem zatoku. Gre za tektonsko udorino, ki je nastala med dvema tektonskima prelomoma. Na severu je to pohorski prelom, na jugu pa prelom ob vzhodnih Karavankah. 
Dravinjske gorice ležijo sredi severnega zmernega pasu, za katerega so značilni prodori hladnega zraka proti jugu, kar omogoča ciklonsko aktivnost, ki prenaša slabo oblačno vreme ter prodori toplega zraka, ki prinašajo lepo sončno vreme. Spadajo v pas prehodnega oziroma subpanonskega podnebja, za kar je značilno toplo poletje, suha in sončna zgodnja jesen ter sorazmerno ostre zime.
Dravinjske gorice imajo kot ena od pokrajinskih enot subpanonskega Podravja mnogo skupnih naravno geografske in družbeno geografske značilnosti s Halozami in Slovenskimi goricami. Najbolj se to odraža v reliefni oblikovanosti – to je svet goric – in klimatskih razmerah. Imajo pa tudi vrsto posebnosti, ki jih prispevata tektonska zasnovanost in zagozdenost med dvema sorazmerno visokima gorskima kompleksoma. Od tod pogosta manjša nahajališča železove rude in kremenčevih peskov, ki so služili kot osnova za razvoj fužinarstva in glažutarstva. Celotno obrobje pokrajine ima nahajališča relativno dobrega rjavega premoga. Pokrajina sama in še bolj njeno višje obrobje, predvsem Pohorje, je bogato z lesom. Hudourniški pohorski potoki, ki so sicer često poplavljali in delali s tem škodo, pa so hkrati dajali stalno in neizčrpno ceneno vodno energijo, ki je bila eden temeljnih pogojev za razvoj žagarstva prvih manufaktur in kasnejše kovaške industrije. Imajo ugodno prometno lego. Skozi pokrajino vodijo najugodnejše poti za povezavo med Panonsko in Padsko nižino, pa tudi ena od pomembnih poti iz Podravja v Posavje. Naštete naravne danosti so dajale in še dajejo Dravinjskim goricam prednost pred drugimi slovenskimi subpanonskimi goricami.
Naravne danosti so izkoriščali že od davne preteklosti, posebej pa zadnjih 150 – 200 let. V tem obdobju so se razvijale Dravinjske gorice drugače kot npr. sosednje Haloze ali osrednji predeli Slovenskih goric, ki so jih pustile ob strani sodobne prometne poti, s tem pa tudi razvijajoča se industrija. V Dravinjskih goricah so v tem obdobju nastajala na tradiciji fužinarstva in žagarstva manjša industrijska podjetja, kopali so premog in skoznje je potekal vse močnejši promet. Na prometnem obrobju pokrajine sta se razvili mesti in manjša industrijska središča, ki so povezala vlogo pospeševalca splošnega in gospodarskega razvoja v celotni pokrajini.